# Elaphoglossum backhouseanum
Elaphoglossum backhouseanum är en träjonväxtart som beskrevs av Thomas Moore. Elaphoglossum backhouseanum ingår i släktet Elaphoglossum och familjen Dryopteridaceae. Inga underarter finns listade.